# 스틸 (농구)

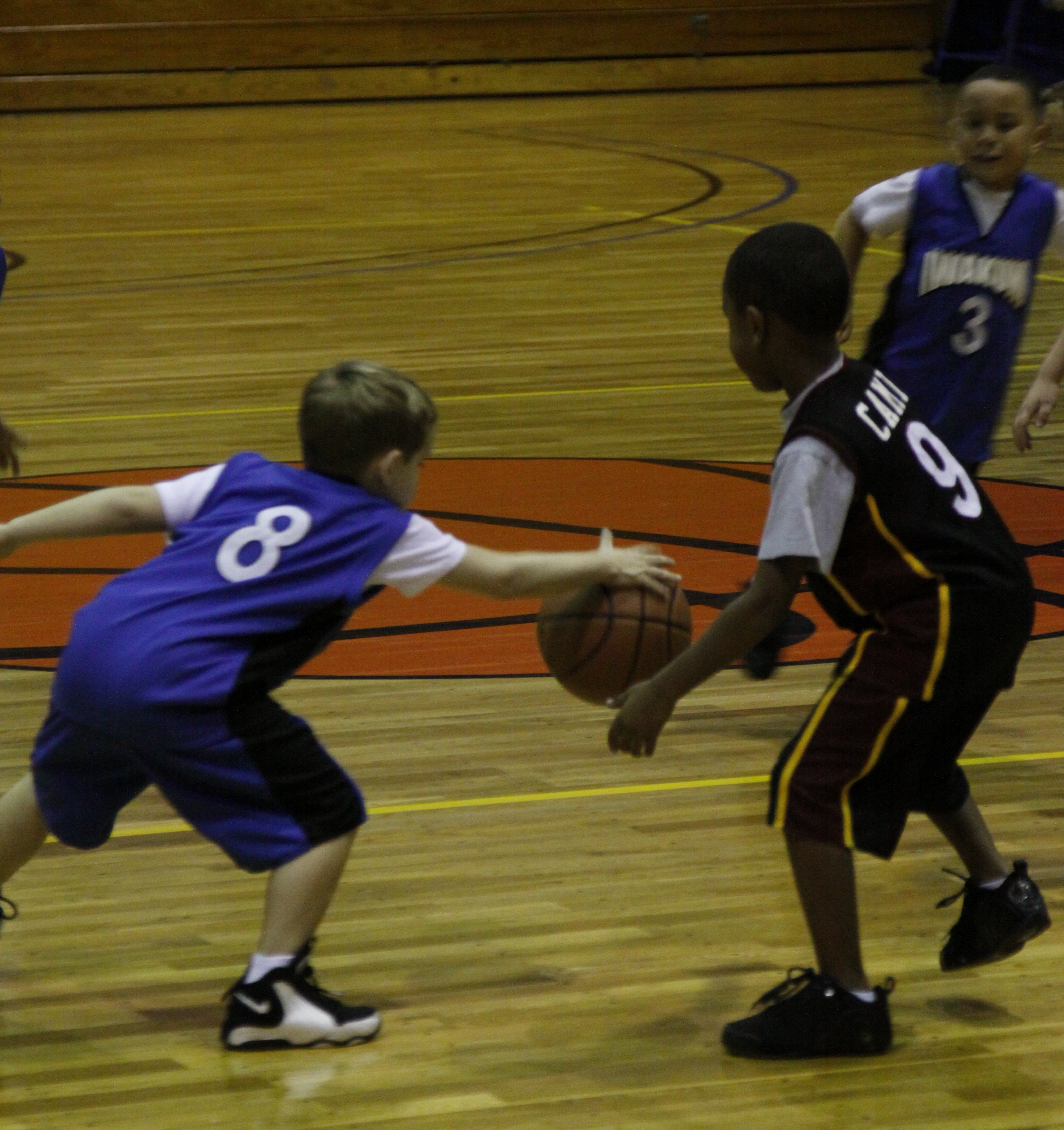

스틸(steal)은 농구에서 수비수가 경기 규칙을 어기지 않고 공격적인 행동을 통해 턴오버를 하는 것이다.
즉 상대팀의 패스 혹은 드리블 상황에서 공을 탈취해 공격권을 가져오는 것이다.